# Staffetta 4×1500 metri
La staffetta 4×1500 metri è una specialità sia maschile che femminile dell'atletica leggera, ratificata dalla World Athletics esclusivamente per le gare outdoor.

## Caratteristiche
In questa disciplina, ciascuno dei quattro atleti di ogni squadra deve percorrere 1500 metri, per un totale di 6000 metri. Dunque, nelle piste regolamentari (che misurano 400 metri), ogni frazionista deve percorrere tre giri e 300 metri (in totale i 4 staffettisti compiono 15 giri di pista).
La linea di partenza è posizionata in corrispondenza dell'arrivo; il primo cambio viene effettuato all'altezza della partenza dei 100 metri piani (ma in curva); il secondo cambio avviene in corrispondenza della partenza dei 200 metri piani, mentre alla partenza dei 300 metri piani si effettua il terzo e ultimo cambio.

## Record

### Maschili
Statistiche aggiornate al 1º marzo 2021.
|                             | Tempo     | Atleta                     | Luogo    | Data           |
| --------------------------- | --------- | -------------------------- | -------- | -------------- |
| Record mondiale             | 14'22"22  | Kenya                      | Nassau   | 25 maggio 2014 |
| Record africano             | 14'22"22  | Kenya                      | Nassau   | 25 maggio 2014 |
| Record asiatico             | 15'10"77  | Qatar                      | Nassau   | 25 maggio 2014 |
| Record europeo              | 14'38"8 m | Germania Ovest             | Colonia  | 16 agosto 1977 |
| Record nord-centroamericano | 14'34"97  | Nike/Bowerman Track Club B | Portland | 31 luglio 2020 |
| Record oceaniano            | 14'46"04  | Australia                  | Nassau   | 25 maggio 2014 |

### Femminili
Statistiche aggiornate al 20 settembre 2021.
|                             | Tempo    | Atleta                   | Luogo       | Data           |
| --------------------------- | -------- | ------------------------ | ----------- | -------------- |
| Record mondiale             | 16'27"02 | Nike/Bowerman Track Club | Portland    | 31 luglio 2020 |
| Record africano             | 16'33"58 | Kenya                    | Nassau      | 24 maggio 2014 |
| Record asiatico             | 18'31"18 | Giappone                 | Hitachinaka | 26 maggio 1996 |
| Record europeo              | 17'51"48 | Romania                  | Nassau      | 24 maggio 2014 |
| Record nord-centroamericano | 16'27"02 | Nike/Bowerman Track Club | Portland    | 31 luglio 2020 |
| Record oceaniano            | 17'08"65 | Australia                | Nassau      | 24 maggio 2014 |

Legenda:
: record mondiale
: record africano
: record asiatico
: record europeo
: record nord-centroamericano e caraibico
: record oceaniano
: record sudamericano

## Migliori prestazioni

### Maschili outdoor
Statistiche aggiornate al 23 luglio 2023.
|     | Tempo     | Atleta                      | Luogo      | Data             |
| --- | --------- | --------------------------- | ---------- | ---------------- |
| 1.  | 14'22"22  | Kenya                       | Nassau     | 25 maggio 2014   |
| 2.  | 14'34"97  | Nike/Bowerman Track Club B  | Portland   | 31 luglio 2020   |
| 3.  | 14'36"23  | Kenya                       | Bruxelles  | 4 settembre 2009 |
| 4.  | 14'38"8 m | Repubblica Federale Tedesca | Colonia    | 17 agosto 1977   |
| 5.  | 14'40"4 m | Nuova Zelanda               | Oslo       | 22 agosto 1973   |
| 6.  | 14'40"80  | Stati Uniti                 | Nassau     | 25 maggio 2014   |
| 7.  | 14'41"22  | Etiopia                     | Nassau     | 25 maggio 2014   |
| 8.  | 14'44"31  | Mixed Team                  | Bruxelles  | 4 settembre 2009 |
| 9.  | 14'44"69  | Nike/Bowerman Track Club    | Portland   | 31 luglio 2020   |
| 10. | 14'45"63  | Unione Sovietica            | Leningrado | 4 agosto 1985    |

### Femminili outdoor
Statistiche aggiornate al 23 luglio 2023.
|     | Tempo    | Atleta                   | Luogo      | Data           |
| --- | -------- | ------------------------ | ---------- | -------------- |
| 1.  | 16'27"02 | Nike/Bowerman Track Club | Portland   | 31 luglio 2020 |
| 2.  | 16'33"58 | Kenya                    | Nassau     | 24 maggio 2014 |
| 3.  | 16'55"33 | Stati Uniti              | Nassau     | 24 maggio 2014 |
| 4.  | 17'05"72 | Kenya                    | Nairobi    | 26 aprile 2014 |
| 5.  | 17'08"17 | Kenya                    | Nairobi    | 4 aprile 2014  |
| 6.  | 17'08"34 | Tennessee                | Filadelfia | 24 aprile 2009 |
| 7.  | 17'08"65 | Australia                | Nassau     | 24 maggio 2014 |
| 8.  | 17'09"75 | Australia                | Londra     | 25 giugno 2000 |
| 9.  | 17'11"35 | Providence               | Filadelfia | 29 aprile 2023 |
| 10. | 17'11"70 | Oklahoma State           | Filadelfia | 29 aprile 2023 |